# جيس غلين
إسمها الفني جيس غلين (بالإنجليزية: Jess Glynne)‏ وإسمها الحقيقي جيسيكا هانا غلين (بالإنجليزية: Jessica Hannah Glynne)‏ هي مغنية وكاتبة أغاني إنجليزية ولدت في يوم 20 أكتوبر 1989 في مدينة لندن عاصمة إنجلترا، من أشهر أغانيها أغنية Rather Be و My Love و Right Here و Don't Be So Hard on Yourself و Hold My Hand و Not Letting Go التي وصلت إلى المراتب الأولى في ترتيب أغاني المملكة المتحدة، وقد إشتركت في الغناء مع عدة مغنين وفرق شهيرين مثل كلين بنديت وشيريل كول وراوت 94 وتيني تيمباه.

## روابط خارجية
- جيس غلين على موقع IMDb (الإنجليزية)
- جيس غلين على موقع روتن توميتوز (الإنجليزية)
- جيس غلين على موقع ميوزك برينز (الإنجليزية)
- جيس غلين على موقع أول ميوزيك (الإنجليزية)
- جيس غلين على موقع ديسكوغز (الإنجليزية)